# Kuppekolagatta, Hunsur
Kuppekolagatta là một làng thuộc tehsil Hunsur, huyện Mysore, bang Karnataka, Ấn Độ.